# Pennisetum sphacelatum
Pennisetum sphacelatum är en gräsart som först beskrevs av Christian Gottfried Daniel Nees von Esenbeck, och fick sitt nu gällande namn av Théophile Alexis Durand och Schinz. Pennisetum sphacelatum ingår i släktet borstgräs, och familjen gräs. Inga underarter finns listade i Catalogue of Life.